# أبليصور
أبليصور أو أبليسوروس (بالإنجليزية: Abelisaurus) وهو ديناصور متوسط الحجم من الدنصورات آكلة اللحوم ويمشي على رجلين . ربما بلغ طوله 7 - 9 متر يبلغ ووزنه نحو 5 طن وكان له فكّان كبيران وأسنانًا حادةً جدًا، وكان يشبه بعض الشيء الديناصور تيرانوصور إلا أن التيرانوصور كان أكبر منه حيث وصل وزنه 6 أطنان. وجدت أحفورات أبليصور في أمريكا الجنوبية ، وأهمها جمجمة متحجرة.
يعتبر جنس الأبيسصور من عائلة أبليصوريا المتحدرة من سيراتوصوريا . سلفهم جميعا يسمى ثيروبودا.

## التصنيف والتسلسلالأصنوفي
- الشعبة : الحبليات
- شعبة تحتية: فقاريات
- الطائفة: زواحف
- الرتبة: صوريشيا
- رتبة تحتية: ثيروبودا
- رتبة صغيرة : سيراتوصوريا
- عائلة كبيرة :أبليصورويديا
- عائلة:أبليصوريداي
- عائلة تحتية: أبليصوريناي
- الجنس: أبليصور
- النوع : أبليصور كوماهونسيس

## اقرأ أيضا
- سيراتوصوريا
- سيراتوصور
- ألوصور
- ألوصوريات
- دراسيوسورس
- ديسالوتوصاوروس